# Kiekko-Espoo
Kiekko-Espoo je profesionální finský hokejový klub, sídlící ve městě Espoo, který byl založen v roce 2018. Navazuje na klub založený v roce 1984 a od roku 1998 až do bankrotu po ročníku 2015/2016 hrající jako Espoo Blues. V nejvyšší finské lize byl nahrazen týmem Mikkelin Jukurit. Nový klub začal ve třetí lize, odkud postoupil po dvou sezonách do Mestis a pro sezónu 2024/2025 mu byla udělena licence hrát nejvyšší soutěž. Klubovými barvami josu královská modrá, žlutá a modrá. Domácí utkání odehrává na stadionu Espoo Metro Areena.

## Úspěchy
- Vicemistr: 2007/2008, 2010/2011

## Češi v týmu
| Ročník    | Hráči ČR                                                                       | Link |
| --------- | ------------------------------------------------------------------------------ | ---- |
| 1998/1999 | Jiří Vykoukal, Tomáš Kapusta, Petr Ton                                         |      |
| 1999/2000 | Jiří Veber, Jiří Vykoukal, Otakar Janecký                                      |      |
| 2000/2001 | Jiří Burger, Jiří Vykoukal, Zdeněk Sedlák                                      |      |
| 2001/2002 | Jiří Vykoukal, Lukáš Zíb, Jan Čaloun, Ladislav Kohn, Filip Turek, Jiří Zelenka |      |
| 2002/2003 | Jiří Vykoukal, Jan Čaloun                                                      |      |
| 2003/2004 | Radek Philipp, Jan Čaloun, Ladislav Kohn                                       |      |
| 2004/2005 | Ladislav Kohn                                                                  |      |
| 2005/2006 | Ladislav Kohn                                                                  |      |
| 2006/2007 | Ladislav Kohn, Patrik Valčák                                                   |      |
| 2007/2008 | nikdo                                                                          |      |
| 2008/2009 | nikdo                                                                          |      |
| 2009/2010 | nikdo                                                                          |      |
| 2010/2011 | nikdo                                                                          |      |
| 2011/2012 | nikdo                                                                          |      |
| 2012/2013 | nikdo                                                                          |      |
| 2013/2014 | nikdo                                                                          |      |
| 2014/2015 | Antonín Honejsek, Petr Zámorský                                                |      |
| 2015/2016 | nikdo                                                                          |      |